# Fidanzio
Fidzanzio, ou Fredericus, (mort le 11 février 1197 à Lund) est un cardinal du XIIe siècle.

## Biographie
Fidanzio est chanoine à Civita Castellana. Le pape Célestin III le crée cardinal lors d'un consistoire du 20 février 1193. Le pape l’envoie en 1193 en Haute-Italie pour régler des affaires ecclésiastiques d'ordre intérieur. En 1196 il est envoyé en Allemagne et Scandinavie.